# Aerosmith
Aerosmith (укр. Аеросміт) — американський хард-рок-гурт, утворений у кінці шістдесятих років у місті Санепі під назвою «Jam Band».

## Історія гурту

### Заснування (1964—1971)
1969 року гурт перебрався до Бостона і змінив назву на Aerosmith. 1970 року Рея Табано замінив Бред Вітфорд (Brad Whitford), 23.02.1952, Вінчестер, Массачусеттс, США.

### 1970-ті

#### Aerosmith,Get Your WingsіToys in the Attic(1971—1975)
Гурт здобув велику популярність у Бостоні, що привело до укладання угоди з фірмою «Columbia/CBS», а вже 1973 року Aerosmith потрапили до чарту з дебютним альбомом. Щоправда промоційний сингл з цієї платівки «Dream On» опинився лише на п'ятдесят дев'ятому місці журналу «Білборд», проте переписаний знову 1976 року, він злетів до першої десятки.
Альбомом Get Your Wings гурт розпочав плідний період співпраці з продюсером Дені Дугласом. Влаштовуючи гастрольні турне всією країною, Aerosmith вдалось закріпити імідж дуже видовищного гурту, а також підтримати свої високі позиції виданням дуже вдалого альбому Toys in the Attic, який було продано у кількості понад шість мільйонів примірників.

#### Rocks,Draw the LineіLive! Bootleg(1976—1978)
Четвертий лонгплей Rocks здобув титул «платинової платівки» і чудово продавався на ринку. Високу позицію зірки гурт підтримав черговими платівками — Draw The Line та Live! Bootleg, яким однак не довелось здобути прихильників серед багатьох критиків, що вважали Aerosmith вторинним гуртом, наприклад, у порівнянні з Led Zeppelin. Зовнішня схожість Тайлера на Міка Джаггера та контрастність його характеру з характером Джо Перрі була приводом для порівняння Aerosmith з The Rolling Stones, з якими перші мали непогані стосунки.
1978 року Aerosmith вирушили у турне США, під час якого концертували у маленьких містах, що привело до дуже напруженого календаря. Пізніше з'явився не досить вдалий фільм «Sgt. Pepper's Lonely Hearts Club Band» і хоча їх версія бітлівської «Come Together» потрапила до Тор 30, стосунки між Тайлером та Перрі погіршали. Перрі залишив гурт після виходу невдалого альбому Night in the Ruts і утворив власну формацію The Joe Perry Project.

### 1980-ті
1980 року до складу Aerosmith приєднався гітарист Джиммі Креспо (Jimmy Crespo), а через рік Бред Вітфорд вирішив разом з колишнім музикантом Теда Нуджента — Деріком Сант-Холтсом — утворити дует. Новий гітарист Рік Дуфей дебютував на нецікавому альбомі Rock in a Hard Place, яким гурту не вдалось наблизитись до динамічного стилю їх класичних записів.
1984 року під час турне налагодився контакт між Aerosmith та Перрі і Вітфордом, і забувши про старі сварки, наступного року гурт вже грав у найкращому складі. Платівка Done with Mirrors виявилась обережною спробою повернення, після якого Тайлер та Перрі пройшли вдале лікування від алкоголю та наркотиків.

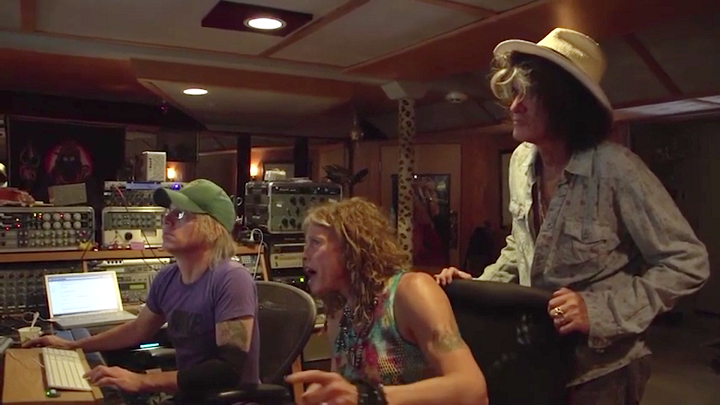
Пол Санто, звукорежисер Aerosmith разом зі Стівеном Тайлером і Джо Перрі під час запису Music from Another Dimension! на студії «Boneyard» у Массачусетсі.

1986 року Aerosmith взяли участь у запису їх старої пісні «Walk This Way» у версії репової команди Run DMC, яка незабаром потрапила до першої десятки. Ця співпраця закінчилась великим міжнародним успіхом і новою зацікавленістю Aerosmith. Платівка «Permanent Vacation» виявилась такою, що найкраще продавалася, а також першою в історії гурту, що потрапила до британського чарту. Наступний альбом «Pump», який дуже високо оцінили критики, означив, що гурт повністю повернувся до творчого життя. Ці два альбоми вийшли у сумі чотирнадцятимільйонним тиражем і нічого дивного, що Aerosmith уклали нову, на тридцять мільйонів доларів, угоду з «Columbia». I це попри те, що для «Geffen», на якій вони записували останні роботи, гурт мав записати ще два альбоми. Перший із них під назвою Get a Grip з'явився навесні 1993 року і його гарно зустрінули і критики, і слухачі. Через рік Aerosmith вирушила у велике турне, а на ринку почали з'являтись їх ретроспективні збірки.
Збірка Greatest Hits (1980) розійшлася величезним тиражем, але на гурт очікувала ще одна серйозна втрата — цього разу її залишив Бред Уітфорд. Записавши гітарну партію для «Lightning Strikes», він поступився місцем Ріку Дьюфею. Тайлер врізався на мотоциклі у ліхтарний стовп і майже рік пролежав у лікарнях. Але до 1982 року у гурту був готовий Rock in a Hard Place, хоча він обернувся черговою невдачею — лише золотий статус та відсутність синглів. На концертах на підтримку альбому музиканти відключалися просто на сцені.
Дивно, але заднім числом ставлення до двох «провальних» альбомів різко змінилося, а Rock in a Hard Place тепер називають недооціненим і одним з кращих творів гурту. Альбом як би стоїть окремо, за звучанням він сильно відрізняється і від раннього, і від сучасного Aerosmith.
14 лютого 1984 року Перрі та Вітфорд відвідали концерт Aerosmith, а через пару місяців були відновлені в гурті. Багато в чому цьому сприяв новий менеджер Тім Коллінз, який раніше працював з Перрі. Стівен Тайлер згадував: «Це було неймовірно, коли ми вп'ятеро зібралися в одній кімнаті вперше за такий довгий час. Ми всі почали сміятися — начебто тих п'яти років ніколи не було. Ми знали, що робимо правильно».
У тому ж році Aerosmith організували успішний тур із символічною назвою Back in the Saddle, під час якого записали концертник Classics Live II. Розбіжностей між ними більше не було, гурт перейшов на Geffen Records і там продовжив роботу над поверненням. Попри відхід Aerosmith на інший лейбл, протягом 1980-х Коламбія випустила подвійну збірку Classics Live I та II та колекційне видання Gems.
Першим альбомом, записаним після возз'єднання, став Done with Mirrors (1985). Якщо критика поставилася до нього позитивно, то слухачі встигли забути про гурт: альбом отримав лише золото і проігнорували на радіо. Найпримітніша пісня Let The Music Do the Talking по суті була кавером на Joe Perry Project. Але з каверами Aerosmith таки щастило: у 1986 році Тайлер і Перрі з ініціативи Ріка Рубіна приєдналися до хіп-хоп-команди Run–D.M.C. і записали нову версію Walk This Way, вперше об'єднавши в пісні елементи рок-музики та репу. Хіт прогримів з обох боків океану, позначивши остаточне повернення Aerosmith.
Одна проблема поки що залишалася. Тім Коллінз пообіцяв зробити з Aerosmith найвідоміший гурт 1990-х, якщо вони розлучаться з наркотиками. І хлопці погодилися, за кілька років зав'язавши із небезпечним захопленням. Після провалу Done With Mirrors наступний альбом мав стати вирішальним для майбутнього гурту. Звільнившись від дурману, вони старанно взялися до роботи. Permanent Vacation вийшов у серпні 1987 року. Публіка сприйняла його на ура: 5 мільйонів копій тільки в США і три сингли (Dude (Looks Like a Lady), Rag Doll (Aerosmith пісня), і Angel (Aerosmith пісня)), усі потрапили до топ-20 «Білборда». Відбувся напружений тур із Guns N' Roses, які й не приховували сильної пристрасті до «колес».
Альбом Pump (1989) виявився ще кращим: три сингли потрапили вже в першу десятку, а Aerosmith отримали свою першу «Греммі» за пісню «Janie's Got a Gun». Робочий процес був зображений у документальному фільмі The Making of Pump, пізніше перевиданий на DVD.

### 1990-ті
Гурт закінчує гастролі на підтримку Pump. У лютому вони знімаються в епізоді комедії «Світ Вейна 2», яка мала великий успіх, виконавши там композиції «Janie's Got a Gun» і «Monkey on My Back». Згодом пісні стали хітами. Видно, гурт смакував і в 1991 році з'явився в епізоді Сімпсонів «Flaming Moe's».

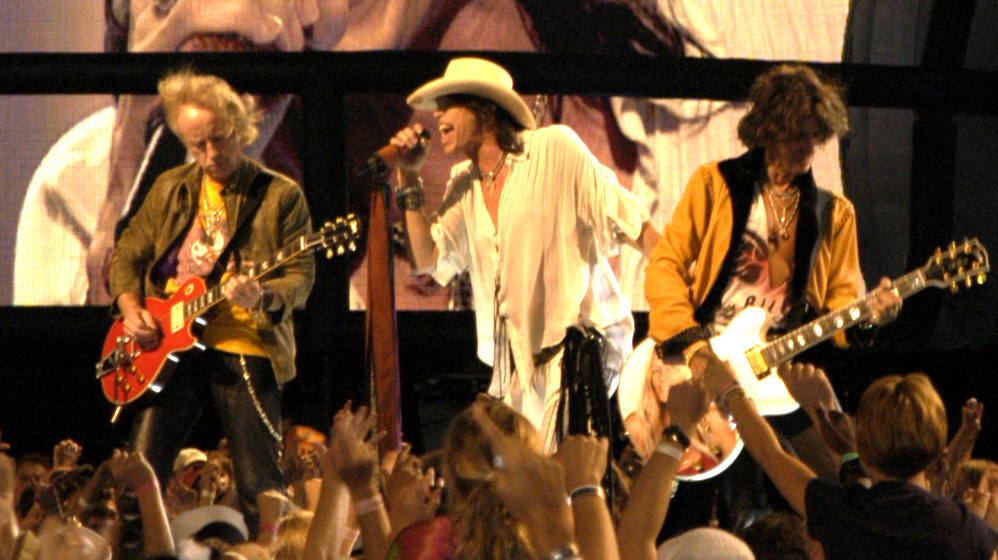
2003 рік

Aerosmith беруть перерву та починають роботу над послідовником Pump. Попри значні зміни в основних напрямках музики, альбом 1993 року Get a Grip став комерційно успішним. Він став першим їх альбомом, який очолив чарт. Першими синглами були ударні «Livin' on the Edge» та «Eat the Rich». Потім багатьом критикам не сподобався акцентом на потужні балади при розкручуванні альбому, хоча всі три («Cryin'», «Amazing» та «Crazy») стали суперхітами на радіо та MTV. Відеокліпи запам'яталися, насамперед, участю в них надії, що подає актриси Алісії Сільверстоун. Її називали «аеросмітівською навшпинькою» ще років п'ять. Дочка Стіва Тайлера Лів теж засвітилася у Crazy. Підсумок продажів Get a Grip: 20 млн копій у світі. За альбомом пролунали 18 місяців гастролей, знімання у фільмі «Світ Уейна 2», випуск комп'ютерної гри «Революція Х» та виступ на Вудстоку'94.
У 1994 році Джефін випускає збірку найкращих пісень із трьох останніх альбомів Aerosmith, яка отримує назву Big Ones. Крім того, на ньому були три нові пісні: Deuces Are Wild, Blind Man і Walk on Water. Big Ones очікувано ґрунтується на перших рядках чартів.
1989 року Aerosmith хотіли повернутися на Коламбію, але за контрактом вони мають записати ще два альбоми для Джефін. Домовляються на двох компіляціях та беруть відпустку, щоб побути із сім'ями та підготувати матеріал для чергового альбому. Як на зло, починаються дивацтва з менеджером гурту, стараннями Тіма Коллінза робота йде важко. Спочатку він розтяг учасників по різних містах, потім став натякати на те, що вони втомилися один від одного і було б корисно на якийсь час розпустити Aerosmith. Чи Коллінз хотів зміцнити свій вплив, чи просто нашкодити, але він перегнув ціпок, заявивши Тому і Джо, що Тайлер знову почав вживати сильні наркотики і збирається їх звільнити. Спочатку хлопці повірили Коллінзу і підписалися під пропозицією Стівену поводитися нормально або піти з гурту. Коли відбулася зустріч усіх учасників Aerosmith, з'ясувалося, що піти доведеться менеджеру. На звільнення він відповів поширенням у пресі мерзенних та неправдоподібних чуток.
У 1997 році альбом з назвою Nine Lives («Дев'ять життів») був готовий. Рецензії були різними. Спочатку альбом швидко падав у чартах, але протримався дуже довго і в одній Америці став двічі платиновим. Falling in Love (Is Hard on the Knees), балада Hole in My Soul і епатує Pink були випущені як сингли. Гурт розпочинає масштабний дворічний тур, який теж пройшов негладко. Спочатку Тайлер випадково вдарив собі по нозі мікрофонною стійкою, внаслідок чого отримав серйозну травму і два місяці не міг ходити, потім Джоуї Крамер мало не згорів живцем в аварії на бензозаправці. У результаті було скасовано близько 40 концертів (велику частину перенесено на інші дати). Першими у списку «Cancelled» стояли Петербург та Москва.

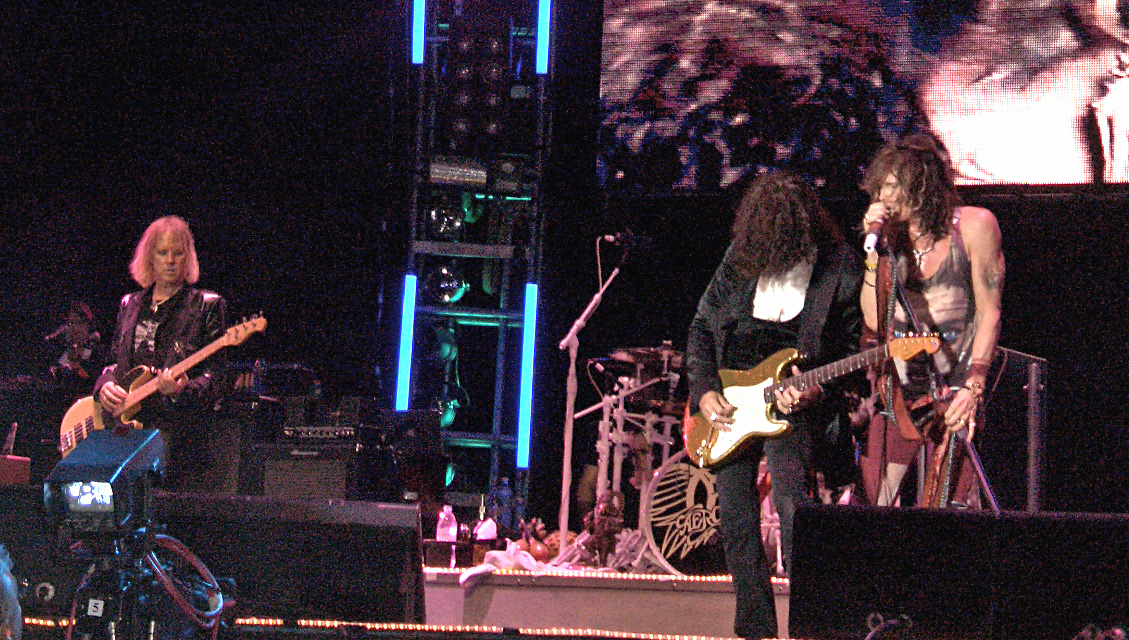
Aerosmith у Буенос-Айресі, 2007

Серія релізів (переважно концертні і старі версії), що відбулася наприкінці 90-х, продавалася солідними тиражами, але не стала популярною у критиків. Головним хітом Aerosmith у 90-ті та єдиним нині[коли?] їхнім синглом № 1 у підсумковому чарті стала музична тема з фантастичного фільму «Армагеддон» «I Don't Want to Miss a Thing». Спочатку гурт не хотів виконувати баладу Діани Воррен (іноді співавторство приписують Джо Перрі), вважаючи її досить спірною. Дочка Стівена Тайлера, Лів Тайлер грала в «Армагеддоні» одну з головних ролей, а режисер фільму Майкл Бей зняв кліп на Falling in Love (MTV Video Award за найкраще рок-відео).
У 1999 році гурт розробив та записав саундтрек для атракціону студії Disney-MGM (і пізніше для парку студії Уолта Діснея) Rock'n'Roller Coaster на основі підготовки та подальшого проведення концерту. Початок тисячоліття Aerosmith відзначили короткими гастролями Японією.

### 2000-ні
Aerosmith розпочинають 2001 рік із виступу на Супербоулі разом з Ен-Сінк, Брітні Спірс та Неллі. Вони не відмовляються, але того ж дня звільняють усіх менеджерів і вирішують, що більше не зазнають втручання у свої справи.
Гурт сам продюсує новий альбом Just Push Play і випускає його в березні 2001. Альбом швидко отримує платину, сингл Jaded — сьому позицію в Біллборді. Aerosmith приймають до Зала слави рок-н-ролу (вони вже були номіновані у 2000 році). Після вашингтонського концерту на підтримку жертв терактів 11 вересня гурт вирушає до Індіани, щоб продовжити виступи.
Наступного року Aerosmith довели тур до кінця, випустили збірку O, Yeah! на двох дисках, для якого записали пісню «Girls of Summer», взяли участь у кількох програмах на музканалах (варто відзначити здобуття нагороди MTV Icon) та знову вирушили на гастролі.
2003-го гурт працював над блюзовим альбомом і разом із Kiss роз'їжджав з концертами по Америці. Довгоочікуваний Honkin' on Bobo (2004) був добре зустрінутий у Сполучених Штатах та Європі, де відновився інтерес до блюзу. Альбом супроводжувався концертним відео You Gotta Move, яке з'явилося на DVD у грудні 2004-го. 2005-го Стівен зіграв самого себе в комедії «Будь крутішим». Джо Перрі випустив сольний альбом, який отримав номінацію на Греммі. Багато хто вважає, що Joe Perry (так був названий сольний альбом) набагато ближчий до музики Aerosmith 70-х, ніж більшість недавніх альбомів гурту. У жовтні 2005-го вийшов концертний CD/DVD під назвою Rockin' the Joint, Aerosmith записали його на концерті в клубі Joint під час чергових гастролей. До закінчення туру планувалася низка концертів, у тому числі з іншими музикантами, але натомість почалася справжня чорна смуга. Спочатку було скасовано виступи у кількох містах, а потім і всі інші, «через хворобу учасника гурту». Пізніше невиразне пояснення таки уточнили: через операцію на голосових зв'язках, яку зробили Стівену Тайлеру. «Я не те що співати, говорити не міг», — згадує Стів. Aerosmith вирішили не марнувати час, а зайнятися матеріалом для нового альбому, якого їх фени вже зачекалися.
4 липня 2006 року Тайлер та Перрі виступають на концерті на честь Дня незалежності та розповідають про те, що у планах Aerosmith тур разом з Mötley Crüe, який назвали Route of All Evil («Шлях всього зла»). Замість студійного альбому виходить черговий бест Devil's Got a New Disguise (буквально — «Диявол набуває нового вигляду»), з черепашкою на обкладинці. Чорний гумор, особливо у світлі повідомлення про тимчасову заміну Тома Хемілтона на Девіда Хілла (David Hull, був басистом у Joe Perry Project) через те, що у першого виявлено рак горла. Том повернувся 1 грудня, а 17-го гастролі було закінчено.

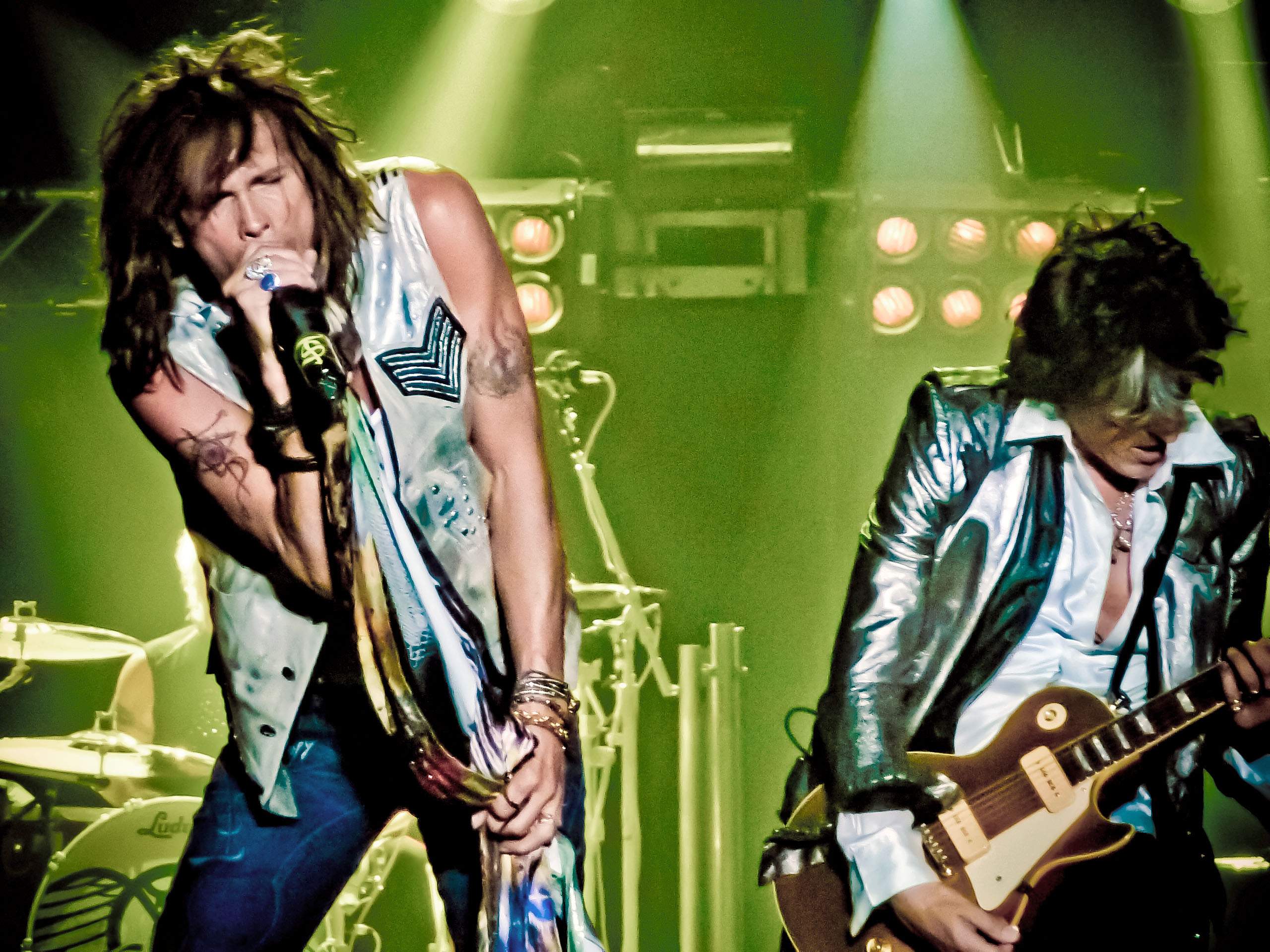
Виступ Aerosmith в Архем, Нідерланди, 23 червня 2010 р.

У той же час журналісти говорили про кінець гурту, але Aerosmith не вперше видерлися. Навіть неприємний інцидент з Джо Перрі, який був збитий стрілою операторського крана і продовжив концерт зі струсом мозку, не вибив гурт із сідла.
У 2007 році Aerosmith, в рамках чергового туру, відвідали країни Латинської Америки та Європи, а потім Об'єднані Арабські Емірати та Індію. 10 і 12 липня гурт відіграв два концерти в Москві та в Санкт-Петербурзі.
У листопаді 2009 року Стівен оголосив про тимчасовий вихід з гурту, але вже в лютому 2010, після тривалої епопеї, що включає взаємні звинувачення, сварки через дрібниці, ненавмисне падіння Тайлера зі сцени, пошуки заміни травмованому солісту, Aerosmith у повному складі оголосили про майбутній літній тур Cocked, Locked and Ready To Rock. Перший концерт був запланований на 10 червня у Швеції.

### 2010-ті
2012 року вийшов п'ятнадцятий і останній студійний альбом Music from Another Dimension!. Це їхній перший студійний альбом після Honkin' on Bobo 2004 року та перший, який містить повністю новий матеріал після Just Push Play 2001 року, що відзначає найдовший проміжок між студійними альбомами Aerosmith. Альбом вийшов на одному компакт-диску разом із розкішною версією. Це останній альбом у контракті на запис Aerosmith із Sony/Columbia Records, його спродюсували Джек Дуглас, Стівен Тайлер, Джо Перрі та Марті Фредеріксен (три треки). Це також їхній найдовший студійний альбом із загальною тривалістю треків майже 68 хвилин. До альбому увійшли сингли Legendary Child, Lover Alot, Can't Stop Lovin' You та потужна балада What Could Have Been Love на яку 18 жовтня 2012 року на Vevo вийшов кліп. У листопаді 2012 року пісня посіла 7-ме місце в чарті Japan Billboard Japan Hot 100.
Music from Another Dimension! дебютував під номером п'ять у Billboard 200, продавши 63 000 примірників за перший тиждень, різко контрастуючи з попередніми дебютами.
25 червня 2016 року було оголошено про майбутній прощальний тур, який розпочався у 2017 році.

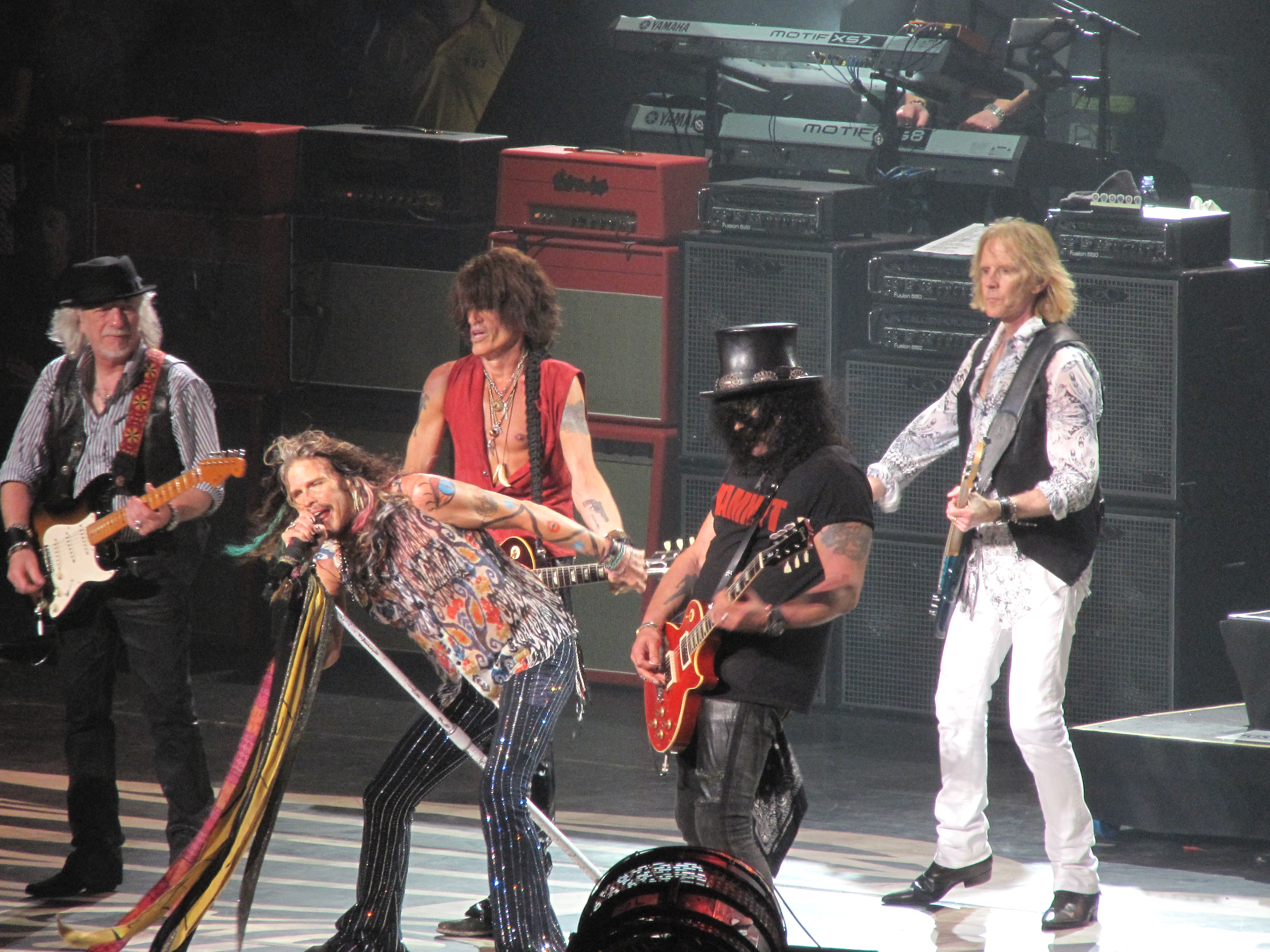
Слеш виступає із Aerosmith у Менсфілді, Массачусетс, 16 липня 2014 року

У січні 2019 року Джо Перрі заявив, що він і Стівен Тайлер мають розпочати спільний запис нового матеріалу для нового альбому Aerosmith.
25 червня 2019 року The New York Times Magazine назвав Aerosmith серед сотень виконавців, чий матеріал, як повідомляється, був знищений під час пожежі в Universal Studios Hollywoodruen 2008.
Улітку 2020 року запланований концерт гурту в Москві було скасовано у зв'язку з пандемією COVID-19. Виступ було перенесено наступного року.

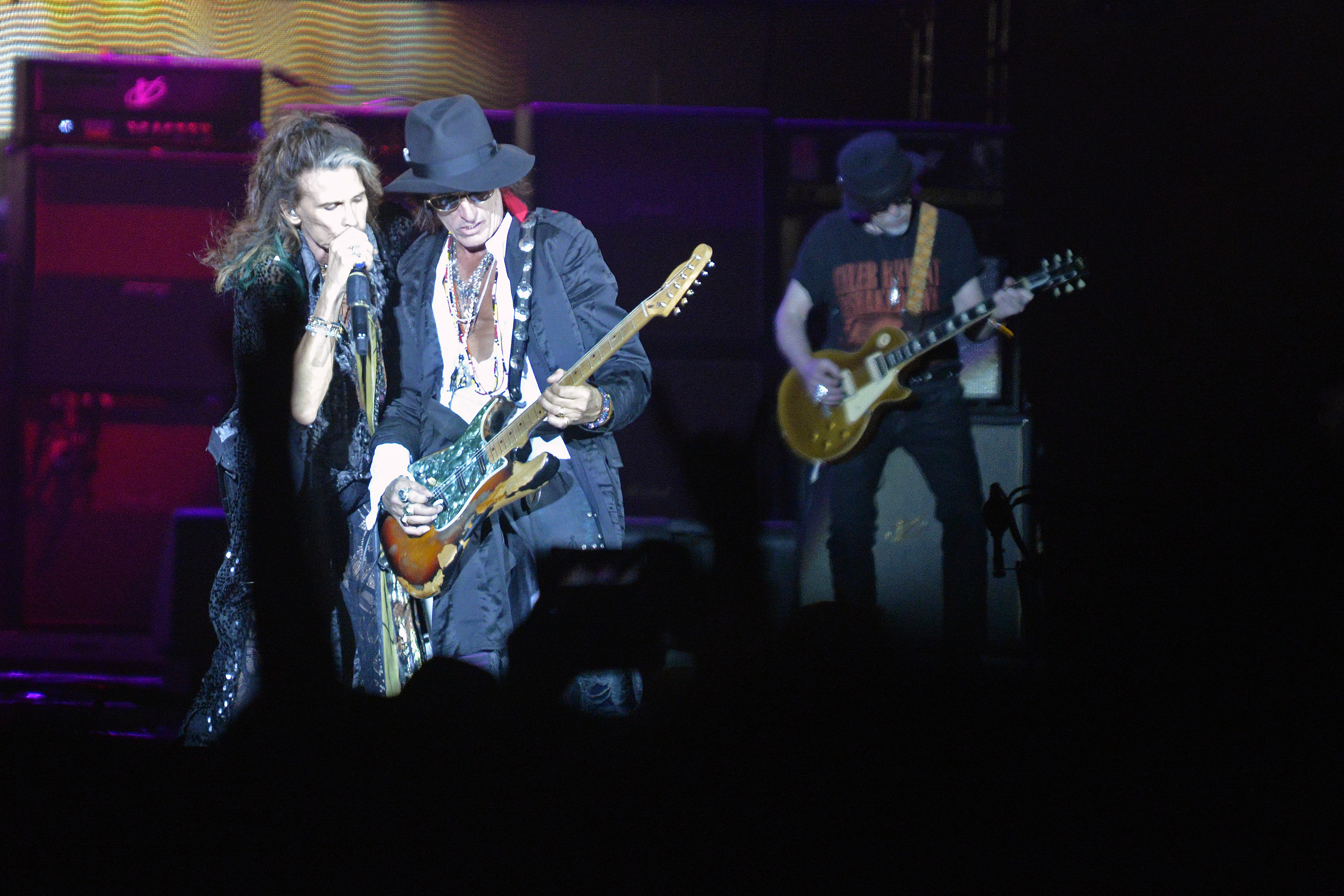
Aerosmith на шоу Hellfest 2017, Франція.

## Склад

### Поточний склад
- Стівен Тайлер (Steven Tyler) — вокал, губна гармоніка, клавішні, перкусія (1970 — донині)
- Джо Перрі (Joe Perry) — гітара, бек-вокал (1970—1979, 1984 — донині)
- Том Гамільтон (Tom Hamilton) — бас-гітара (1970 — донині)
- Джої Крамер (Joey Kramer) — ударні, перкусія (1970 — донині)
- Бред Вітфорд (Brad Whitford) — гітара (1971—1981, 1984 — донині)

### Колишні учасники
- Рей Табано (Ray Tabano) — гітара (1970—1971)
- Джиммі Креспо (Jimmy Crespo) — гітара, бек-вокал (1979—1984)
- Рік Дьюфей (Rick Dufay) — гітара (1981—1984)

## Цікаві факти
Гурт Aerosmith 50 років існує в своєму оригінальному складі в якому вони утворились наприкінці 1960-х. Лише на п'ять років покидав гурт Джо Перрі в 1979 році та на три роки Бред Уітфорд у 1981-му.

## Мультимедія
- «Don't Wanna Miss a Thing» [Архівовано 25 червня 2008 у Wayback Machine.]
- «Dream On» [Архівовано 25 червня 2008 у Wayback Machine.]
- «Jaded» [Архівовано 25 червня 2008 у Wayback Machine.] (з альбому Just Push Play)
- «Janie's Got a Gun» [Архівовано 25 червня 2008 у Wayback Machine.] (з альбому Pump)
- «Sweet Emotion» [Архівовано 25 червня 2008 у Wayback Machine.] (з альбому Toys in the Attic)

## Дискографія
- 1973: Aerosmith
- 1974: Get Your Wings
- 1975: Toys In The Attic
- 1976: Rocks
- 1977: Draw The Line
- 1978: Live! Bootleg
- 1979: Night In The Ruts
- 1980: Greatest Hits
- 1982: Rock In A Hard Place
- 1985: Done With Mirrors
- 1986: Classics Live
- 1987: Classics Live 2
- 1987: Permanent Vacation
- 1988: Anthology
- 1988: Gems
- 1989: Pump
- 1991: Pandora's Box
- 1992: Greatest Hits
- 1993: Get a Grip
- 1994: Pandora's Toys
- 1994: Big Ones (The Best Of 1987-94)
- 1997: Nine Lives
- 2001: Just Push Play
- 2004: Honkin' on Bobo
- 2012: Music from Another Dimension!

### TheJoe PerryProject
- 1980: Let The Music Do The Talking
- 1981: I've Got The Rock'n'Rolls Again
- 1983: Once A Rocker, Always A Rocker

### Brad Whitford— Derek St.Holmes
- 1981: Whitford — St.Holmes